# Östliche Knoblauchkröte
Die Östliche Knoblauchkröte (Pelobates vespertinus), auch Pallas’ Knoblauchkröte genannt, ist eine Art der Europäischen Schaufelfußkröten und lebt in Osteuropa und Nordwestasien. Sie galt ehemals als Unterart der Knoblauchkröte.

## Merkmale
Die Art wurde genetisch definiert und ist äußerlich nicht sicher von der verwandten Westlichen Knoblauchkröte unterscheidbar. Eine Bestimmung ist für Feldbiologen und Naturreisende nur über den Fundort möglich. Gedrungen gebauter, bis 8 cm lang werdender Froschlurch mit krötenähnlicher Gestalt, aber froschähnlicher, glatter Haut. Der mittlere Teil der Kopfoberseite hinter den Augen ist helmartig gewölbt. Oberseits meist mit großen, unregelmäßigen, dunklen Flecken auf hellem Untergrund, die zu komplexen Mustern oder Längsbändern zusammenfließen können. Häufig kleinere, ziegelrote Flecken, bevorzugt an den Flanken. Die Pupillen sind bei Helligkeit katzenähnlich senkrecht. Auf der Unterseite der Hinterfüße befindet sich je eine harte, weißlich-graue bis hellbraun gefärbte Schwiele (Grabschaufel). Die Schwimmhäute zwischen den Zehen der Hinterfüße sind gut ausgebildet und nur schwach eingebuchtet. Die Männchen haben auf der Außenseite der Oberarme je eine größere ovale Drüse, die besonders zur Paarungszeit entwickelt ist.

## Verwechslungsarten
Entlang der Grenze des Verbreitungsgebietes mit der Knoblauchkröte ist keine Bestimmung nach äußeren Merkmalen möglich. Es gibt sogar eine Zone (Oblast Kursk), in der beide Arten hybridisieren. In Dagestan kommen sich die Östliche Knoblauchkröte und die Syrische Schaufelkröte sehr nahe. Bei Machatschkala und südlich davon bis zum Dorf Gurbuki überschneiden sich die Areale beider Arten und sie kommen teilweise syntop im gleichen Lebensraum vor. Die Syrische Schaufelkröte hat eine flache Kopfoberseite, also hinter den Augen keine helmartig aufgewölbte Kopfmitte. Die dunklen Flecken auf der Körperoberseite sind bei ihr oft isolierter und nicht so verschmolzen wie bei der Östlichen Knoblauchkröte, außerdem sind bei der Syrischen Schaufelkröte die Schwimmhäute zwischen den Zehen der Hinterfüße nicht so gut ausgebildet, sondern stärker ausgebuchtet.

## Verbreitung
Das Verbreitungsgebiet der Art schließt sich im Osten an das der Knoblauchkröte an. Die Östliche Knoblauchkröte lebt in der östlichen Hälfte der Ukraine, in Russland, von der ukrainischen Grenze östlich des 34. Grades östlicher Länge bis östlich des Rybinsker Stausees bei etwa 41 Grad östlicher Länge, sowie in kleinen Teilen des westlichen Kasachstan. In Russland lebt sie nur nördlich der Kaukasusausläufer und erreicht ihr östlichstes Vorkommen ungefähr am Fluss Tobol.

## Lebensraum
Eine Art des Tief- und Hügellandes. Für Dagestan wird eine Vertikalverbreitung zwischen 5 und 500 m über NN angegeben. Die Lebensräume, vor allem Steppengebiete mit Gräsern, auch Buschland sowie lichte Wälder, liegen auf trockenen, lockeren, feinkörnigen und grabfähigen Böden. Gesteinsgeprägte Flächen werden gemieden. Als Laichgewässer dienen flache, warme, sonnenexponierte Stillgewässer (Weiher, Teiche, Gräben) mit Röhricht und gut entwickelter Unterwasservegetation. Dabei sind Ufer und Gewässergrund häufig schlammig.

## Lebensweise
Im nördlichen Kaukasus-Vorland (Region Stawropol) verlassen die Tiere Ende März ihre Winterquartiere. Im April beginnt die Laichzeit, die Mitte Mai endet. In dieser Zeit sitzen die Männchen auf dem Boden flacher Gewässer und lassen ihre leisen Paarungsrufe hören. Auch die Verpaarung, bei der die Männchen die Weibchen in der Lendengegend klammern, findet unter Wasser statt. Die kurzen, dicken Laichschnüre enthalten 480 bis 3000 Eier. Die Larvenentwicklung benötigt 60 bis 140 Tage, die Umwandlung beginnt ab Anfang Juli. Als Nahrung dienen vorwiegend bodenlebende Käfer, Spinnen, Fliegenlarven, Ameisen, sowie Schmetterlingsraupen, außerdem werden Tausendfüßer, Schnecken und Regenwürmer gefressen. Als Fressfeinde werden Schlangen (Ringelnatter, Steppenotter) und Vögel genannt. Die Art ist dämmerungs- und nachtaktiv und verströmt bei Bedrohung einen knoblauchartigen Geruch.

## Gefährdung
Vermutlich nicht gefährdet.